# The Twilight Zone
The Twilight Zone (Além da Imaginação no Brasil e A Quinta Dimensão em Portugal), é uma série de televisão norte-americana criada por Rod Serling e dirigida por Stuart Rosenberg, apresentando histórias de ficção científica, suspense, fantasia e terror. Mediante o sucesso popular da série, ao longo de sua história foram realizadas diversas temporadas e continuações. Além da imaginação (1959), de 1959, da CBS, possui 5 temporadas e 156 episódios, enquanto na década de 1980 foi lançada, ainda pela CBS O Novo Além da imaginação, com três temporadas. Essa primeira continuação foi precedida por um filme, No Limite da Realidade. Já no século XXI, houve a produção, pela UPN, de Além da imaginação (2002) com apenas uma temporada, apresentada por Forest Whitaker.
Em 1 de abril de 2019, foi lançado pela CBS All Access um novo revival "The Twilight Zone (2019)". Inicialmente  foi encomendado uma temporada de dez episódios.
The Twilight Zone seguiu a tradição de programas de rádio mais antigos, como The Weird Circle e X Minus One, além dos trabalhos de rádio do dramaturgo Norman Corwin.

## O Elemento de Tempo
Em 1958, a CBS comprou um roteiro para TV que Alfred Hitchcock esperava produzir como o piloto de uma série semanal. "The Time Element" marcou, portanto, a primeira investida de Serling no campo da ficção científica.
A história é sobre uma “viagem no tempo”, envolvendo um homem chamado Peter Jenson (William Bendix) que visita um psicanalista, o Dr. Gillespie (Martin Balsam), com queixas de um sonho recorrente no qual ele imagina acordar em Honolulu um pouco antes do ataque japonês a Pearl Harbor.
"Eu acordei num quarto de hotel em Honolulu, e é 1941", explica ele, concluindo que estes não são meros sonhos, na verdade são viagens no tempo. Entretanto, o Dr. Gillespie insiste em que a viagem no tempo é impossível, devido ao paradoxo temporal. Durante o seu sonho, aproveitando-se da situação, ele aposta em todos os cavalos e times vencedores e, eventualmente, tenta, sem sucesso, avisar os jornais, os militares, que os japoneses estão planejando um ataque surpresa a Pearl Harbor.
Suas advertências são vistas como delírios enlouquecidos, e são ignoradas ou rechaçadas com violência, inclusive ele é atingido pelo engenheiro (Darryl Hickman), que trabalha no “USS Arizona”, depois de insistir que será afundado em 07 de dezembro. O sonho de Jenson sempre termina como os bombardeiros japoneses sobrevoando na manhã de 07 de dezembro, levando-o a gritar "Eu te disse! Por que não ninguém me ouve?", e Jenson finalmente revela a Dr. Gillespie que ele realmente estava em Honolulu em 07 de dezembro de 1941. Enquanto está no sofá, Jenson adormece novamente, só que desta vez, os aviões japoneses que sobrevoam atiram para dentro das janelas de seu quarto e ele é morto. Quando a câmera mostra o consultório médico, o sofá em que Jenson estava deitado, agora está vazio, e Dr. Gillespie olha em volta, confuso. Ele olha em sua agenda e descobre que na verdade não tinha compromissos agendados para este dia. Gillespie vai a um bar e encontra a foto de Jenson na parede. O garçom lhe diz que Jenson atendia aquele bar, mas foi morto em Pearl Harbor.

## Rod Serling
Com esse roteiro, Rod Serling encontrou os elementos fundamentais e definidores do estilo e do tema da série que pretendia, que estabeleceu como sendo de ficção científica, e abria e encerrava a narração, com um final revelador e ...
Mas a recepção popular e da crítica que ocorreria em 1959 não atendera aos padrões de 1957, e "The Time Element" fora comprada, na verdade, para ser adiada indefinidamente. E tudo ficaria assim, se não fosse Bert Granet, o novo produtor de Westinghouse Desilu Playhouse, descobrir "The Time Element" nos cofres da CBS, enquanto procurava um roteiro original de Serling para acrescentar prestígio a seu show. "The Time Element" (introduzido por Desi Arnaz) estreou em 24 de novembro de 1958, para uma plateia de telespectadores e críticos, na maioria encantados.
O humor e a sinceridade do diálogo de Serling "transformaram “The Time Element” divertido", escreveu Jack Gould, do The New York Times. Mais de seis mil cartas de louvor inundaram os escritórios de Granet. Convencida de que uma série com base naquelas histórias poderiam ter sucesso, a CBS começou novamente as conversações com Serling sobre as possibilidades de produzir The Twilight Zone.
"Where Is Everybody?" (Onde Estão Todos?) foi desenvolvido como o episódio piloto para TV, e o projeto foi anunciado oficialmente ao público no início de 1959. "The Time Element" foi raramente exibido na TV, estando disponível apenas em um DVD italiano intitulado "Ai confini della realtà — I tesori perduti", até que foi mostrado como parte de uma programação noturna no canal TVLand.

## Produção
Criada e escrita pelo seu narrador e anfitrião, Rod Serling, a série também contou com vários autores de renome como Charles Beaumont, Richard Matheson, Jerry Sohl, George Clayton Johnson, Earl Hamner, Jr., Reginald Rose, Harlan Ellison e Ray Bradbury. Muitos episódios foram adaptados de histórias clássicas de escritores como Ambrose Bierce, Lewis Padgett, Jerome Bixby e Damon Knight.
No Brasil foram lançadas a 1ª, 2ª e 3ª temporadas ,com áudio Dolby digital 2.0 em inglês e português e legendas em português.

## Série original
A série original foi produzida de 1959 a 1964. Alfred Hitchcock havia se firmado como um dos nomes mais reconhecidos da televisão, famoso por seus escritos para dramas televisivos, bem como por suas críticas às limitações apresentadas por esse meio. Suas mais frequentes queixas eram dirigidas à censura praticada pelos patrocinadores e redes. Quando, em 1958, a CBS comprou o roteiro para TV que Alfred Hitchcock esperava produzir como o piloto de uma série semanal, "The Time Element", o fato se tornou a marca da primeira investida de Rod Serling no campo da ficção científica, iniciando a ideia da produção da série.
Os episódios eram produzidos em preto e branco e valorizavam o enredo; os roteiristas de Twilight Zone frequentemente usavam a ficção científica como um veículo para expor o comportamento social e político da época, como uma forma de iludir a censura. Episódios tais como "The Shelter" ou "The Monsters Are Due on Maple Street" ofereciam comentários e análises de eventos da época, enquanto outros, como "The Masks" ou "The Howling Man", usavam alegorias, parábolas ou fábulas para caracterizar assuntos filosóficos e morais.
O espetáculo utilizava a ficção científica como metáfora para explicar situações sociais. Como as emissoras e os patrocinadores não permitiam situações potencialmente críticas da realidade do país naquela época, os redatores se valiam da ficção para expor diversos assuntos, que acabavam sendo ignorados pelos censores, que pensavam que o programa era de fantasias inócuas. Alguns temas recorrentes foram a guerra nuclear, as doutrinas de Joseph McCarthy e outros assuntos proibidos pelo cinema e televisão. Certos episódios ofereciam comentários de eventos da atualidade, e usavam parábolas ou alegorias para analisar a moral ou decisões filosóficas dos personagens[carece de fontes?].
Apesar de sua estima na comunidade literária, Serling achava Além da Imaginação difícil para vender, pois poucos críticos sentiram que a ficção científica poderia transcender o escapismo vazio e entrar no mundo do drama adulto.
Em uma entrevista de 22 setembro de 1959, com Serling, o jornalista Mike Wallace expôs uma questão ilustrativa da época: “...[Y]ou're going to be, obviously, working so hard on The Twilight Zone that, in essence, for the time being and for the foreseeable future, you've given up on writing anything important for television, right?”.
Embora a presença de Serling na série tenha se tornado uma de suas características mais distintivas, com a sua entrada ainda hoje amplamente imitada, ele teria ficado nervoso com isso e teve que ser persuadido a aparecer em cena. Serling, muitas vezes pisa no meio da ação e os personagens permanecem aparentemente alheios a ele, mas em uma ocasião notável, eles estão cientes que ele está lá: No episódio "A World of His Own" (Um mundo próprio), um escritor com o poder de alterar os objetos de sua realidade para a narração, rapidamente apaga Serling do show.
A série original contém 156 episódios. As temporadas 1, 2, 3, 5 têm episódios de meia hora, e a quarta temporada, de 1962 a 1963, tem episódios de 1 hora.

## Segunda série
A segunda série foi produzida de 1985 a 1989. Foi a decisão de Serling em vender sua parte da série de volta para a rede que, eventualmente, permitiu uma nova série Além da Imaginação. Como uma produção interna, a CBS ganhava mais produzindo Além da Imaginação do que ganharia com a compra de uma nova série produzida por uma empresa externa. Mesmo assim, a rede demorou a considerar a refilmagem, recusando ofertas da equipe de produção original de Rod Serling e Buck Houghton e, posteriormente, do cineasta Francis Ford Coppola.
Apesar da resposta morna para Twilight Zone: The Movie, uma homenagem de John Landis, Steven Spielberg, Joe Dante e George Miller para a série original, a CBS deu à nova Twilight Zone o “cartão-verde” em 1984, sob a supervisão de Carla Singer, então vice-presidente de Drama Development.
Enquanto o show não chegou nem perto de obter a popularidade duradoura do original, alguns episódios – incluindo a história de amor "Her Pilgrim Soul" e "Dream Me a Life", de J. Michael Straczynski – foram aclamados pela crítica.
Em uma homenagem à série original, o “teaser” no começo do show tem um vislumbre ondulado breve de Rod Serling.

## Episódios perdidos
Nos anos 90, Richard Matheson e Carol Serling produziram um filme de duas horas para a TV com adaptação de três episódios curtos não-filmados de Rod Serling. Tais roteiros foram rejeitados pela CBS até início de 1994, quando a viúva de Serling descobriu um roteiro completo de "Where the Dead Are" (Onde Estão os Mortos), de autoria de seu falecido marido, enquanto vasculhava sua garagem. Serling mostrou o roteiro esquecido aos produtores Michael O'Hara e Laurence Horowitz, que ficaram significativamente impressionados.
A CBS lançou "Where the Dead Are" com adaptação de Matheson para “The Theatre”, estreando como uma duração de duas horas na noite de 19 de maio de 1994, sob o nome de Twilight Zone: Rod Serling's Lost Classics. O título representa um equívoco, pois as histórias foram concebidas muito tempo após o cancelamento de Twilight Zone. Escrito apenas alguns meses antes da morte de Serling, "Where the Dead Are" estrela Patrick Bergin como um médico do século XIX que se depara com os experimentos de um cientista louco sobre a imortalidade. "The Theatre" estrela Amy Irving e Gary Cole como um casal que visita um cineplex, descobrindo que a apresentação é de suas próprias vidas. James Earl Jones faz a abertura e o encerramento das apresentações.
A resposta da crítica foi mista. Enquanto Gannett News Service as descreveu como "taut and stylish, a reminder of what can happen when fine actors are given great words", o USA Today ficou pouco impressionado, sugerindo que Carol Serling "should have left these two unproduced mediocrities in the garage where she found them". Em última análise, as avaliações revelaram-se insuficientes para justificar uma sequência com as propostas de Matheson para três novos roteiros adaptados.

## Terceira série
A terceira série foi produzida de 2002 a 2003, e foi uma nova tentativa de reviver o sucesso da original. Foi realizada pela UPN em 2002, com narração de Forest Whitaker e música tema de Jonathan Davis (do grupo de rock Korn).
Dois dos episódios de Serling foram reciclados. Transmitida em formato de uma hora, com duas histórias de meia hora, foi cancelada após uma temporada.

## Filme
O filme Twilight Zone: The Movie foi realizado em 1983, com produção de Steven Spielberg, estrelando Dan Aykroyd, Albert Brooks, Vic Morrow, John Lithgow e Scatman Crothers.
O filme se utiliza de três episódios clássicos da série original, e inclui uma nova história. John Landis dirige o prólogo e o 1º segmento, Steven Spielberg dirige o 2º, Joe Dante o 3º, e George Miller dirige o segmento final. O episódio dirigido por Landis se tornou notório porque ocorreu um acidente de helicóptero durante a filmagem, com a morte do ator Vic Morrow e dois atores infantis.

## Música
- O tema da primeira temporada de The Twilight Zone, série 1959, foi composto por Bernard Herrmann. O mais conhecido tema da série original, o da segunda temporada, foi escrito pelo compositor Marius Constant. Outros que contribuíram para as músicas da série original foram Jerry Goldsmith, Nathan Scott, Nathan Van Cleave, Leonard Rosenman, Fred Steiner, e Franz Waxman.
- Marty Manning realizou um álbum inspirado na série em 1961.
- O tema da série de 1985 The Twilight Zone foi desempenhado por The Grateful Dead.
- A música para Twilight Zone: The Movie foi composta por Jerry Goldsmith.
- O tema da série de 2002 The Twilight Zone foi executado por Jonathan Davis, vocalista do KoRn.

## Rádio
Com início em 2002, episódios da série original The Twilight Zone foram adaptados para o rádio, com Stacy Keach como narrador e produção de Carl Amari do Falcon Picture Group. Cada episódio apresenta uma celebridade de Hollywood, incluindo Jason Alexander, Blair Underwood, Lou Gossett, Jr., Michael York, Jim Caviezel, Jane Seymour, Don Johnson, Sean Astin, Luke Perry e outros. A série é transmitida em centenas de estações de rádio de costa a costa e Sirius/XM. A lista de estações e episódios para download, incluindo os três episódios estão disponíveis gratuitamente no site oficial.

## Roteiros
Com início em 2001, Gauntlet Press publicou coleçoes dos roteiros originais de The Twilight Zone, por Charles Beaumont, Richard Matheson, e Rod Serling. Uma coleção em dez volumes, autorizada pela viúva Carol Serling, começou a ser publicada em 2004.

## Premiações
Durante seu período de apresentação, o programa recebeu várias premiações: três Prêmios Emmy (Rod Serling, duas vezes, e George Clemens pela Cinematografia), três World Science Fiction Convention Hugo Awards (Dramatic Presentation: 1960, 1961, 1962), um Directors Guild Award (John Brahm), um Producers Guild Award (Buck Houghton pela melhor produção de Séries), e em 1961 a Unit Award for Outstanding Contributions to Better Race Relations.